# Hydro-Lévesque
Pour plus de détails, voir Fiche technique et Distribution.
Hydro-Lévesque est un court métrage de Matthew Rankin.

## Fiche technique
- Scénario, montage, animation, distribution : Matthew Rankin[1]
- Interprétation : Maude Payette, Robert Vilar, Jean-Marc Haché, Peter Warren (acteur)
- Direction Photo : R. Herdman
- Musique originale : Patrick Keenan, Alek Rzeszowski
- Décors : Ricardo Alms